# 菅原加織
菅原 加織（すがわら かおる、1970年〈昭和45年〉2月25日 - 2001年〈平成13年〉10月23日）は、日本の俳優。俳優菅原文太の長男で、本名は菅原 薫（読み同じ）。東京都出身。

## 生涯
自由の森学園高等学校在学中に、映画『恋する女たち』で芸能界デビューし、テレビドラマや舞台、映画（特にヤクザ映画）で活躍する。
2001年10月23日、東京都世田谷区北沢の小田急小田原線の踏切内で上り電車に撥ねられ、病院に搬送されたが頭や胸を強打しており、翌24日の午前1時すぎに死亡が確認された。事故当時、携帯電話で話をしていたという。また、「酒を飲んでいたようだ」という目撃証言もあった。31歳没。

## 出演

### テレビドラマ
- 水曜グランドロマン「バラ」（1988年11月9日、日本テレビ）
- 火曜サスペンス劇場（日本テレビ）
  - 「真夜中の病室」（1989年2月21日）
  - 「小京都ミステリー18」（1996年8月27日） - 桑島刑事
  - 「アリバイの穴」（1997年1月28日）
- 俺たちルーキーコップ（1992年、TBS）
- 暴れん坊将軍IV 第45話「おやこ喧嘩の大手柄!」（1992年、テレビ朝日） - 勘太 役
- 世にも奇妙な物語 真夏の特別編「ガード下の出来事」（1993年、フジテレビ）
- 暴れん坊将軍V 第20話「悪人志願の娘」（1993年、テレビ朝日） - 永吉 役
- 名奉行 遠山の金さん 第6シリーズ 第4話「米騒動、殺しの尼僧」（1994年7月7日、テレビ朝日） - 卯之吉 役
- 金さんVS女ねずみ 第17話「美しい娘白波の涙」（1998年8月22日、テレビ朝日） - 捨吉　役
- エリアコードドラマ011 「俺達は風」（1994年10月 - 12月、北海道テレビ放送）
- 金曜エンタテイメント（フジテレビ）
  - 「せつない探偵 柚木草平の殺人レポートIII」（1997年8月1日） - 及原輝夫 役
  - 「赤い霊柩車11 棺の中の花嫁」（1999年10月22日） - 森脇和男 役
- 水戸黄門（TBS・C.A.L）
  - 第25部 第37話「豪雨の旅籠の殺人事件・上山」（1997年9月8日） - 時二郎 役
  - 第29部 第20話「岸壁に祈る母・柏崎」（2001年8月13日） - 六助 役
- 大河ドラマ（NHK）
  - 「徳川慶喜」（1998年） - 有村次右衛門 役
  - 「元禄繚乱」（1999年） - 寺坂吉右衛門 役
  - 「利家とまつ〜加賀百万石物語〜」（2002年） - 前田秀継 役
- 12時間超ワイドドラマ（テレビ東京）
  - 「家康が最も恐れた男 真田幸村」（1998年1月2日） - 穴山小助 役
  - 「赤穂浪士」（1999年1月2日） - 前原伊助 役
- 土曜ワイド劇場（テレビ朝日）
  - 「ラーメン刑事「龍」の殺人推理」（2000年10月21日） - 須貝義一 役
  - 「温泉若おかみの殺人推理9」（2000年12月30日） - 金本 役

### 映画
- 恋する女たち（1986年、東宝） - 神崎基志 役
- マイフェニックス（1989年） - 和田俊介 役
- JINGI 仁義（1991年） - 金原 役
- やくざ道入門（1994年） - 三郎 役
- 南の島に雪が降る（1995年） - 叶谷文次一等兵 役
- 日本極道史 野望の軍団（1999年） - 吉川賢次 役
- 極道の妻たち 死んで貰います（1999年） - 三郷健一 役
- どら平太（2000年） - 征木剛 役
- 東京マリーゴールド（2001年） - 高木 役
- 修羅のみち1 関東vs関西 全面戦争勃発（2001年） - 関東共住会大神組組員 笠間忠次郎 役
- 莟みし花（2001年） - 本郷村善九郎 役　※岐阜県吉城郡上宝村製作。2022年現在も上宝ふるさと歴史館で上映中。
- 修羅のみち2 関西頂上決戦（2002年） - 関東共住会大神組組員 笠間忠次郎 役
- 荒ぶる魂たち（2002年） - 沢村 役 ※遺作

### Vシネマ
- ビッグボス BIG BOSS（1992年） - 谷本修一
- 内閣特務捜査官 ORDER（1999年）
- 日本極道史 野望の軍団1・2（1998年） - 吉川賢次
- 日本極道史 野望の軍団3（1999年） - 天竜会若頭 吉川賢次
- 実録・広島やくざ戦争（2000年） - 岡島組服田組組員 清田毅(多美子の実弟)
- 広島やくざ戦争 完結編（2000年） - 共雄会服田組組員 清田毅(多美子の実弟)
- デコトラ外伝 男人生夢一路（2001年、脚本も担当） - 虎次郎
- 続・広島やくざ戦争 流血!第三次抗争勃発!（2001年）- 三代目共雄会幹事長 清田毅(山岡久の舎弟)
- 日本抗争烈島 牙の如く（2001年）
- 渋谷ミッドナイト・ウォー 暗黒街（2001年） - 銀狼会組員 ワカマツ
- 野良犬（2002年） - 正雪

### 舞台
- 愛・時をこえて

### 情報番組
- スポーツフロンティア（1993年頃、テレビ朝日） - オープニング（小栗香織との共演）